# Hlásnice (Trpín)
Hlásnice (německy Wachteldorf) je vesnice v okrese Svitavy. Nachází se asi 2 km na sever od Trpínu. V roce 2009 zde bylo evidováno 62 adres. V roce 2001 zde trvale žilo 64 obyvatel.
Hlásnice je také název katastrálního území o rozloze 3,22 km2.

## Historie
První písemná zmínka o obci pochází z roku 1437.

## Památky
- pomník obětem první světové války u požární zbrojnice s nápisem: 1914 – 1918 / Vzpomeňte na nás / padli jsme za Vás./ Bureš Vilém č. 42, Bureš Václav č. 5, Brtoun Josef č. 52, Mach Antonín č. 28, Mach Václav č. 28, Král Václav č. 47, Peterka Josef č. 9, Peterka Antonín č. 10, Peterka Václav č. 11, Peterka Václav č. 11, Peterka Antonín č. 14, Peterka Václav č. 28, Peterka Antonín č. 32, Peterka Leopold č. 32. Peterka Adolf č. 36, Peterka Antonín č.36
- mramorový kříž před kaplí s nápisem: Postaven v jubilejním roce 1908 nákladem manželů Peterkových z Hlásnice č. 35.